# Carro armato

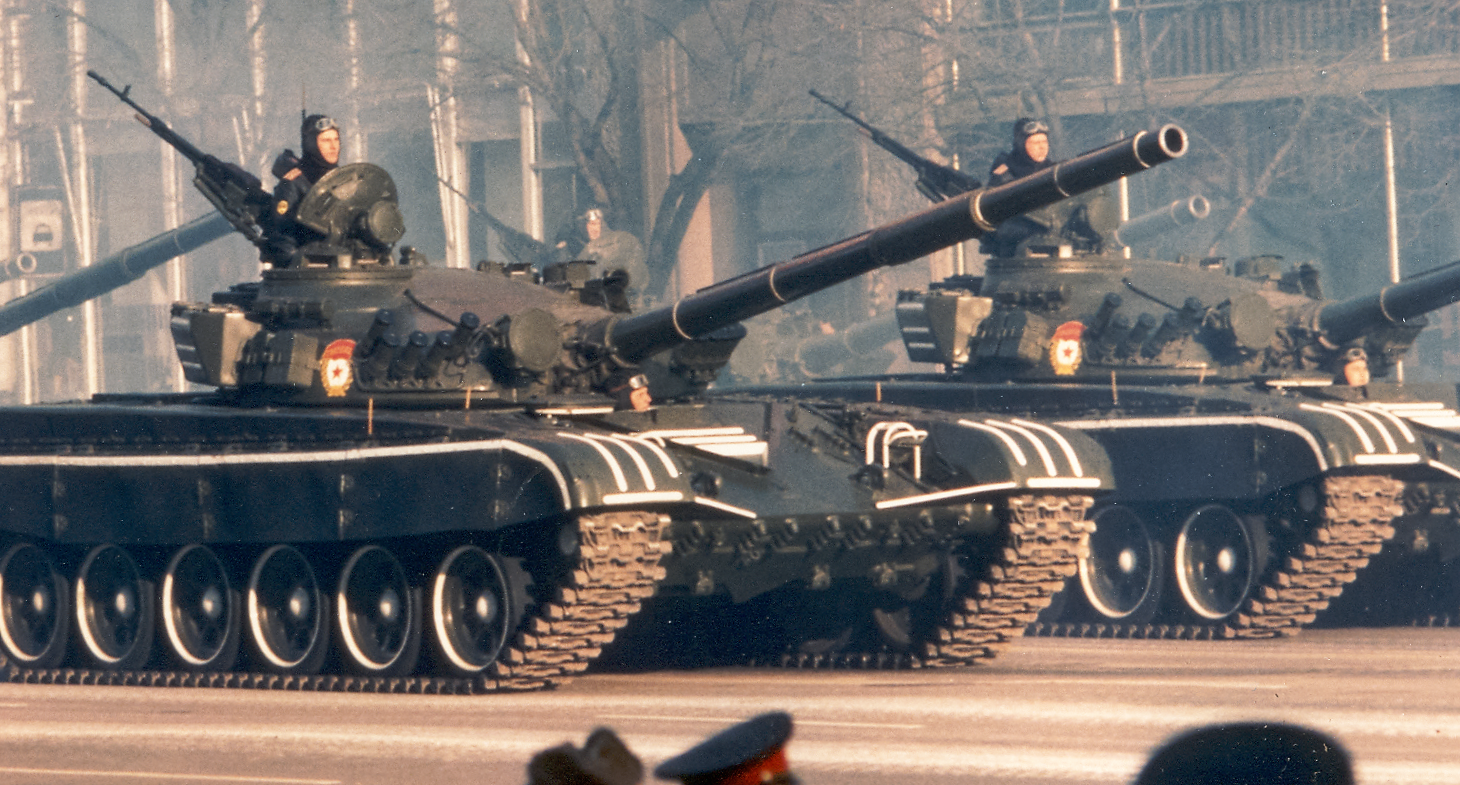
Carri armati sovietici T-72

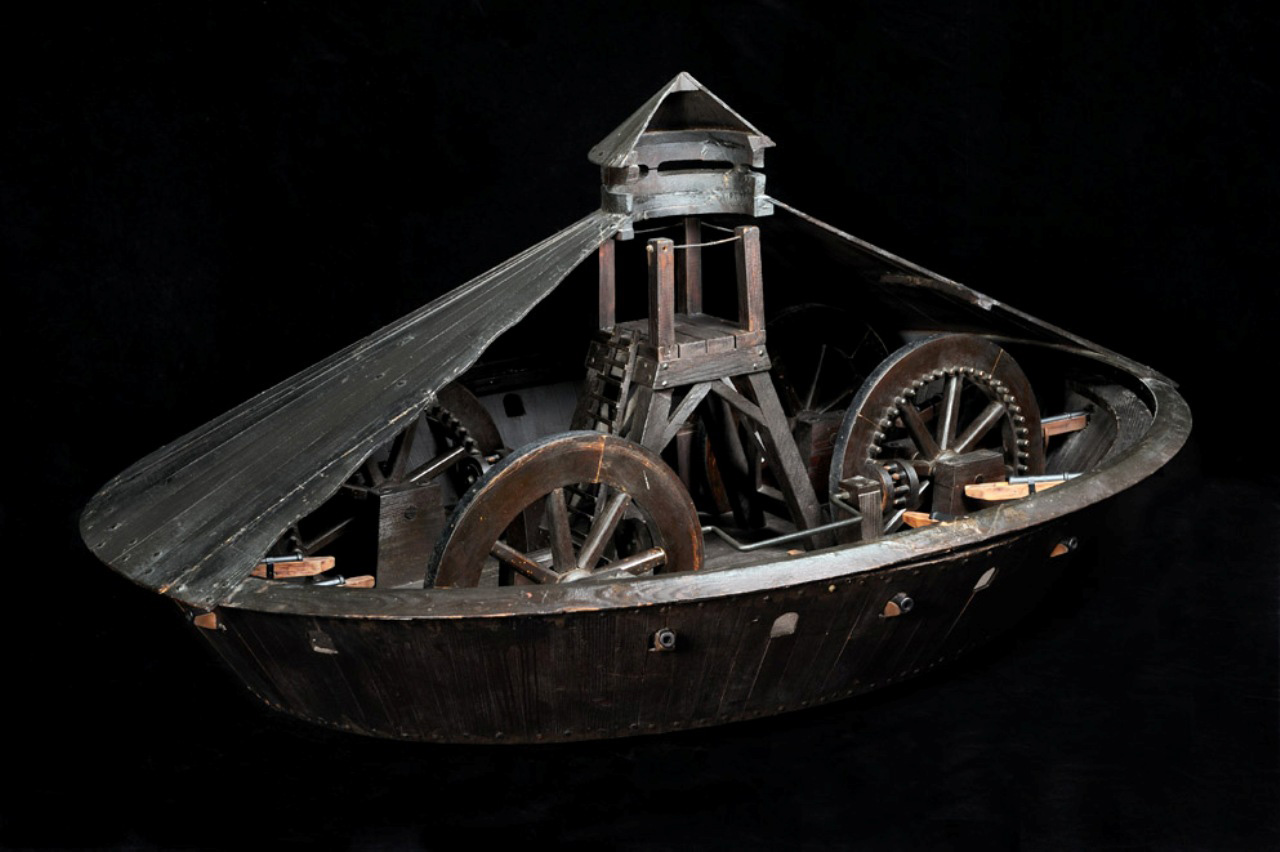
Modello del carro armato di Leonardo da Vinci

Il carro armato, o anche  carrarmato nella grafia univerbale, è un veicolo da combattimento terrestre, adatto a ingaggiare scontri in movimento anche su brevi distanze. I carri armati tradizionalmente si suddividono in carri armati leggeri, medi, pesanti e superpesanti. Questa tipologia di mezzo militare venne utilizzata in un campo di battaglia per la prima volta nella battaglia della Somme, durante la prima guerra mondiale.

## Storia

### L'ideazione e la prima guerra mondiale
In età moderna, le prime teorizzazioni sarebbero state formulate da Leonardo da Vinci, che ipotizzò e progettò nel 1485 un modello di un plausibile antenato dell'attuale carro armato, conosciuto come il "carro armato di Leonardo". Fin dagli inizi del XX secolo alcuni studiosi si posero il problema del movimento motorizzato sul campo di battaglia, anche se, fino alla prima guerra mondiale quasi nessuno aveva capito quale sarebbe stato il vero problema tattico; generato da trincea, filo spinato e mitragliatrice. In particolare alcune idee (solo su carta, più letterarie che tecniche) furono espresse dallo scrittore inglese H. G. Wells, nella descrizione della sua "testuggine corazzata". Chi invece affrontò il problema dal punto di vista tecnico fu il tenente dell'esercito imperiale austriaco Günther Burstyn, che nel 1911 preparò un progetto e un modello per il Burstyn Motorgeschütz, un veicolo corazzato che muoveva su cingoli e aveva l'armamento principale in torretta ruotante.
Lo studio del carro armato fu iniziato, sotto la spinta del Primo lord dell'Ammiragliato Winston Churchill, da parte della Royal Navy, sotto il nome di copertura di progetto Tank (letteralmente "serbatoio"). Le esperienze precedenti con le autoblindo avevano dimostrato che le ruote non erano adatte al movimento sul terreno sconvolto dal fuoco di artiglieria, quindi si decise immediatamente di dotare il nuovo mezzo di cingoli, ed effettivamente i primi prototipi sembravano dei grossi serbatoi avvolti da cingoli. Ben presto l'Esercito britannico iniziò la collaborazione al progetto con la Marina. Fino dai primi mesi della prima guerra mondiale fu evidente che il problema tattico da risolvere, una volta che era finita la guerra di movimento e gli eserciti si erano bloccati su un sistema di trincee lungo centinaia di chilometri, era quello di superare l'accoppiamento mitragliatrice-filo spinato. Questi due mezzi, insieme al terreno sconvolto dalle preparazioni di artiglieria, impedivano alla fanteria l'avanzata in massa sulle trincee nemiche e, anche ammesso di ottenere una vittoria locale, di sfruttare appieno il successo. Già nel 1915 si arrivò ad un primo progetto di massima: cingoli avvolgenti, motore Daimler da 105 hp, velocità in piano di 6,5 km/h, armamento su due mitragliatrici o una mitragliatrice ed un cannone da 2 libbre (40 mm).
Mentre la risposta degli imperi centrali (e in particolare di quello tedesco) a questo problema fu sostanzialmente a livello tattico, modificando le modalità di impiego della fanteria, l'Intesa cercò invece di sviluppare un'arma che non fosse impegnata dalle mitragliatrici e potesse superare facilmente il filo spinato, anche sul terreno tormentato dei campi di battaglia. La soluzione tedesca portò allo sviluppo della mitragliatrice leggera, quella dell'Intesa allo sviluppo del carro armato. Il progetto finale generò un veicolo a forma di rombo con cingoli avvolgenti e due barbette ai lati da cui uscivano o due mitragliatrici o una mitragliatrice ed un cannone da 6 libbre (57 mm), la corazzatura aveva uno spessore di 10 mm. Questo mezzo fu chiamato Big Mother e si mosse per la prima volta sui suoi cingoli il 16 gennaio 1916. Furono ordinati 100 veicoli sulla base di questo progetto (Tank Mk I) e ad agosto fu consegnato all'equipaggio il primo veicolo.

### L'impiego nel primo conflitto mondiale

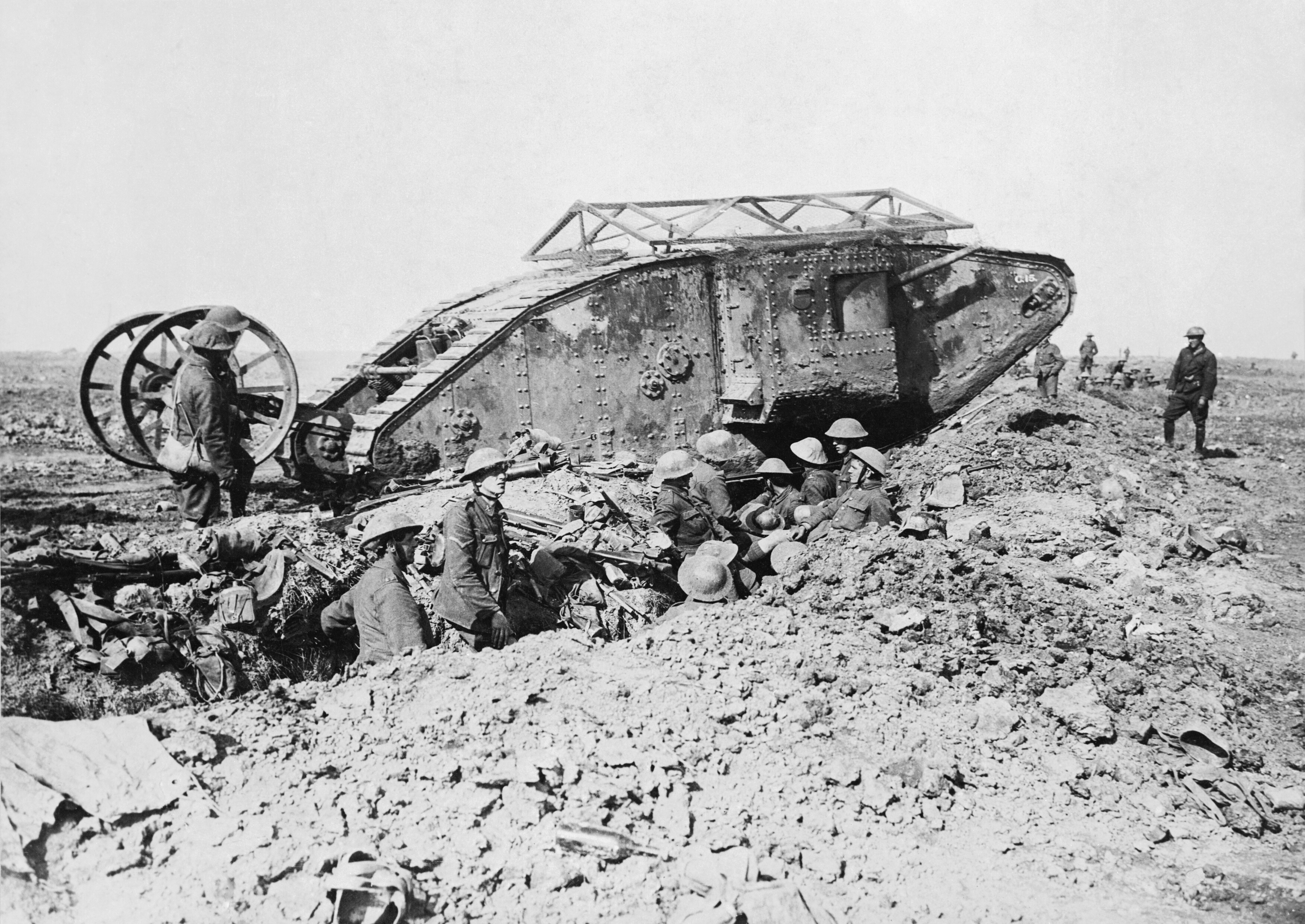
25 settembre 1916, un Mark I Male in azione

I carri armati utilizzati nella prima guerra mondiale furono i primi veicoli del genere a comparire sui campi di battaglia, quindi erano totalmente innovativi. Si manifestò quasi subito una differenziazione fra carri pesanti (concepiti per sostenere la fanteria, quindi che muovevano allo stesso passo dei fanti) e carri leggeri (destinati essenzialmente allo sfruttamento del successo, quindi dotati di una velocità confrontabile con quella della cavalleria). In genere il motore era a benzina (100-150 hp per i carri britannici o tedeschi e 35-90 HP per i carri francesi), la corazzatura, di spessore variabile fra 6 e 30 mm per i carri pesanti, era chiodata e il sistema di sospensioni era quasi assente, utilizzando cingoli avvolgenti o sospensioni per trattore. L'armamento era in barbette, cioè in casematte laterali, ma già nel 1917 comparvero i primi carri con armamento in torretta ruotante, come il Renault FT. Il calibro standard dell'armamento principale per i carri pesanti era di 57–75 mm, mentre i carri leggeri erano armati di cannoni di calibro minore o di mitragliatrici.
Il 15 settembre 1916, con gli equipaggi ancora non addestrati, 32 carri furono inviati contro le trincee tedesche, nell'ambito della battaglia della Somme. Contrariamente al parere, non solo degli esperti, ma anche degli alleati francesi, lo stato maggiore britannico non volle aspettare di avere un numero di carri sufficiente per utilizzarli in massa. Dopo pochi metri dalle basi di partenza il 50% dei carri era stato distrutto, ed anche quelli che arrivarono sulle trincee nemiche, nonostante il terrore che indussero nelle fanterie tedesche, cosa che provocò un numero maggiore del normale di prigionieri, non riuscirono ad ottenere risultati decisivi. Intanto lo stato maggiore francese stava progettando altri modelli di carro armato, mentre lo Stato maggiore generale tedesco metteva in cantiere un suo progetto per un carro armato, con un'architettura più simile ai modelli britannici. Questo carro prese il nome A7V, dalla sigla del comitato speciale (segreto) insediato per studiare il problema.
Però, prima che i carri tedeschi fossero utilizzabili, tale tipologia di veicolo da combattimento aveva dimostrato il suo valore tattico nella battaglia di Cambrai. In questa battaglia, per la prima volta, i carri armati furono usati in massa, attaccando il 20 novembre con 400 carri su un fronte di 8 km. L'attacco non fu preceduto dal consueto bombardamento di artiglieria, e prese quindi di sorpresa i comandi tedeschi, che videro spuntare da una cortina fumogena le sagome sgraziate dei carri, che terrorizzarono le fanterie, seguite dai fanti inglesi che completarono l'opera. Questa battaglia insegnò ai comandi militari europei due cose: che i carri dovevano essere impiegati in numero considerevole e che la fanteria doveva cooperare con i carri; nel seguito della battaglia di Cambrai i difensori riuscirono a ripristinare la linea di difesa solo dopo aver isolato i carri dalla fanteria nemica (i carri dovettero fermarsi sugli obiettivi, aspettando la fanteria, che arrivò con ritardi anche di tre ore nei confronti dei carri). I comandanti delle divisioni, arrivati dopo la fanteria, decisero che il fuoco nemico era eccessivo e diedero l'ordine ai carri di ripiegare. La battaglia si protrasse per altri sei giorni, ma ormai era diventata uno scontro di fanterie ed artiglierie: i carri avevano aperto la breccia, ma questa non era stata sfruttata.
Ormai era chiaro che i carri armati erano una componente fondamentale per lo sforzo bellico dell'Intesa, e fino alla fine della guerra furono sviluppate sul campo le nuove dottrine di impiego. Nel frattempo anche i tedeschi avevano mandato al fronte i loro carri, e il 24 aprile 1918 avvenne il primo scontro fra carri armati della storia, durante la seconda battaglia di Villers-Bretonneux.

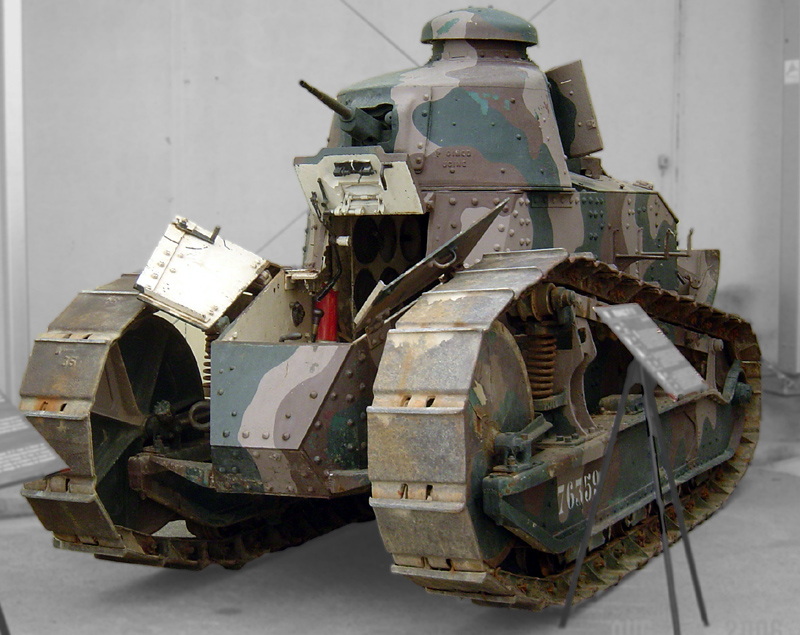
Renault FT, primo carro con torretta rotante a entrare in servizio

L'origine dello scontro fu una tipica battaglia di incontro, infatti il comando tedesco aveva organizzato un attacco finalizzato solo a portare il nodo stradale di Villers-Bretonneux sotto il tiro dell'artiglieria e, mancando di fanteria, aveva inviato 15 carri A7V a supporto della fanteria.
Un gruppo di 3 carri armati tedeschi incontrò un gruppo di Tank Mk IV inglesi di cui uno solo fornito di cannoni, questo impegnò immediatamente il nemico distruggendo ben presto un carro tedesco con un tiro da 350 m, mentre gli altri due erano nascosti dalla nebbia. Gli altri due carri si ritirarono prima di giungere a contatto col nemico. Era la prima volta che un carro armato veniva distrutto da un altro carro armato. Nel proseguimento del combattimento, quando furono impegnati anche gli altri carri tedeschi, anche i britannici subirono perdite.
Il carro armato non fu impiegato nel corso della prima guerra mondiale sul fronte italiano, visto che il fronte era prevalentemente di montagna. Gli unici carri armati presenti in Italia alla fine della guerra erano 7 Renault FT a Verona, utilizzati per l'addestramento.

### La seconda guerra mondiale

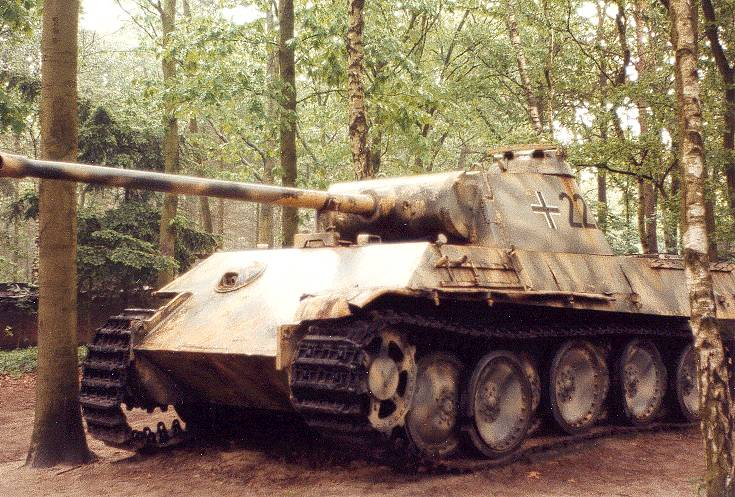
Cara sto Il Panther Ausf. G modificato

Poco dopo l'inizio dell'operazione Barbarossa, quando i carri della Wehrmacht incontrarono i T-34, tutti i carri presenti sui campi di battaglia della seconda guerra mondiale diventarono di colpo obsoleti. Il T-34 fu il capostipite di una evoluzione teorica e tecnologica che avrebbe portato al carro armato da battaglia odierno.
Ciò che era rivoluzionario nel T-34 era l'equilibrio raggiunto fra mobilità, protezione ed armamento che gli permetteva di impegnare con buone probabilità di successo mezzi similari. Caratteristiche così rilevanti erano state ottenute con l'utilizzo delle sospensioni Christie (che permettevano un elevato rapporto fra larghezza dei cingoli e velocità anche con potenze relativamente limitate) e di corazzature particolarmente studiate per quanto riguardava l'inclinazione (che permetteva di limitare lo spessore, e quindi il peso totale del mezzo). Queste caratteristiche si sono conservate nei carri sovietici fino agli anni novanta.
La comparsa del T-34 fu una brutta sorpresa per l'Oberkommando der Wehrmacht, che tuttavia rispose con un progetto valido, sulla stessa linea, che alcuni considerano il miglior carro della seconda guerra mondiale: il Panzer V Panther. Questo carro, pur essendo estremamente valido, si dimostrò di difficile costruzione e, almeno nelle prime serie, con un'affidabilità troppo bassa. La valutazione complessiva delle prestazioni dei carri tedeschi è tuttora oggetto di discussione: di fronte ad un carro come il Panther, i carri pesanti Panzer VI Tiger I e Panzer VI Tiger II presentavano una mole eccessiva che pur riducendo la loro mobilità, veniva compensata dalla potenza del loro armamento (entrambi erano armati con cannoni da 88 mm contro il 75 mm del Panther). Nessuno dei carri degli alleati occidentali poteva competere con questi carri pesanti, mentre sul fronte orientale i carri della serie IS avevano una protezione e un armamento equivalenti e maggiore mobilità (seppur con una precisione nettamente minore).

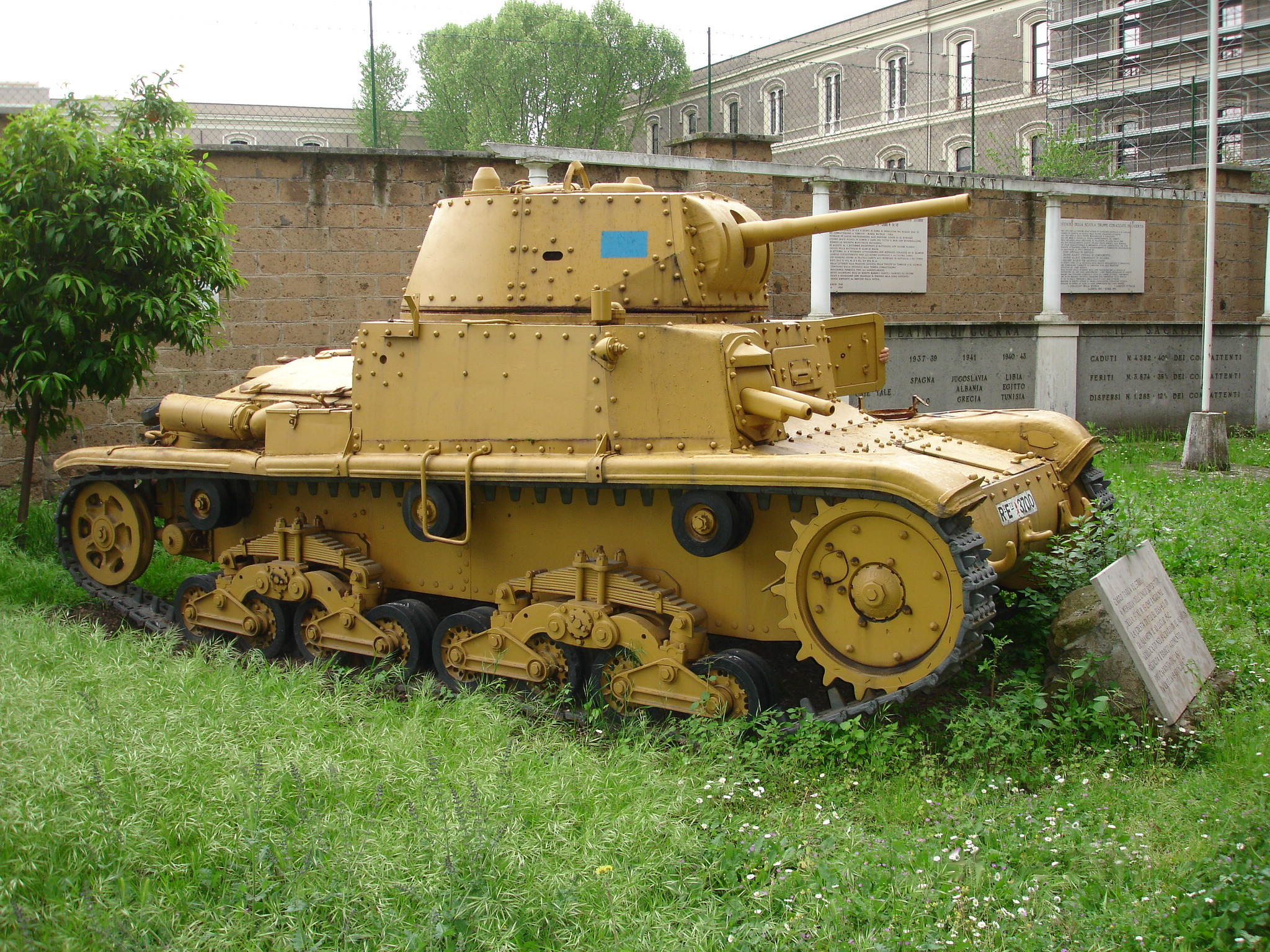
M13/40, carro armato medio italiano usato nella seconda guerra mondiale

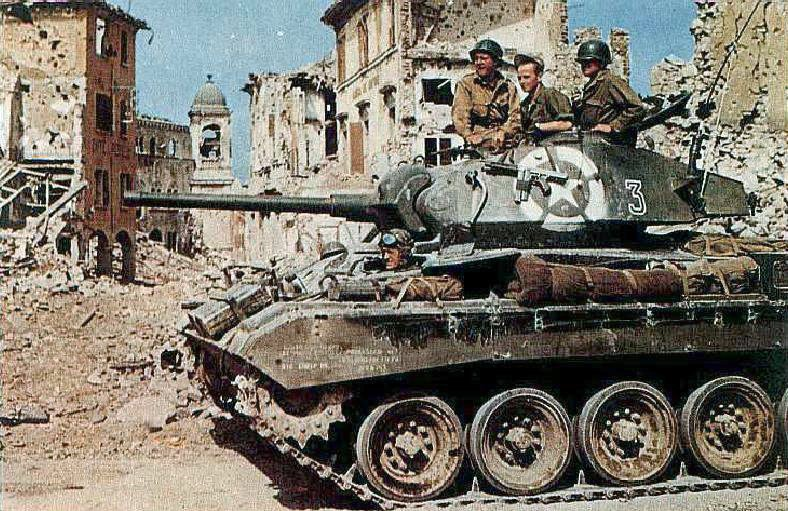
Carristi americani a bordo di un M24 Chaffee il 14 aprile 1945 a Vergato

Gli Stati Uniti, per tutta la seconda guerra mondiale, non riuscirono ad avere un carro in grado di competere con il Panther, ma le loro divisioni corazzate raggiunsero il massimo livello di efficienza operativa fra tutte le nazioni in guerra: la divisione corazzata statunitense era infatti organizzata in modo da coniugare la massima potenza di fuoco con la massima mobilità sia della componente corazzata sia della componente di fanteria, che era tutta su autocarri o su semicingolati, raggiungendo quindi una mobilità sia tattica sia strategica molto più elevata di quella delle altre nazioni in guerra.
Il carro armato più significativo prodotto negli Stati Uniti fu l'M4 Sherman, che fra l'altro fu il carro prodotto nel maggior numero di esemplari nel corso della guerra. In base al Lend Lease Act lo Sherman fu ceduto in notevoli quantità anche agli alleati: Regno Unito, URSS e Francia.
Parallelamente allo sviluppo dei carri nel corso della seconda guerra mondiale si svilupparono gli armamenti destinati a contrastarli. Le artiglierie controcarri passarono da calibri dell'ordine dei 40 mm a calibri dell'ordine dei 90 mm. Tuttavia lo sviluppo più drammatico fu quello delle armi controcarri della fanteria, che passarono dal fucile anticarro ad armi a carica cava come il bazooka (statunitense) o il Panzerfaust (tedesco), aspetto che condizionò lo sviluppo dei carri armati negli anni successivi.
I carri armati furono impiegati praticamente durante tutto il corso della guerra, i principali combattimenti che videro protagonisti i carri da entrambe le parti sono riportati di seguito.
- Hannut - 1940
- Mosa - 1940
- Beda Fomm - 1941
- Brody-Dubno - 1941
- Operazione Crusader - 1941
- Seconda Char'kov - 1942
- Ain el Gazala - 1942
- Operazione Fischreiher - 1942
- El Alamein - 1942
- Operazione Urano - 1942
- Operazione Tempesta Invernale - 1942
- Terza Char'kov - 1943
- Sidi Bou Zid - 1943
- Kasserine - 1943
- Kursk - 1943
- Quarta Char'kov - 1943
- Normandia - 1944
- Arracourt - 1944
- Bagration - 1944
- Debrecen - 1944
- Dukla - 1944
- Leopoli-Sandomierz - 1944
- Ardenne - 1944-45
- Operazione Konrad - 1945
- Operazione Frühlingserwachen - 1945
- Kielce - 1945

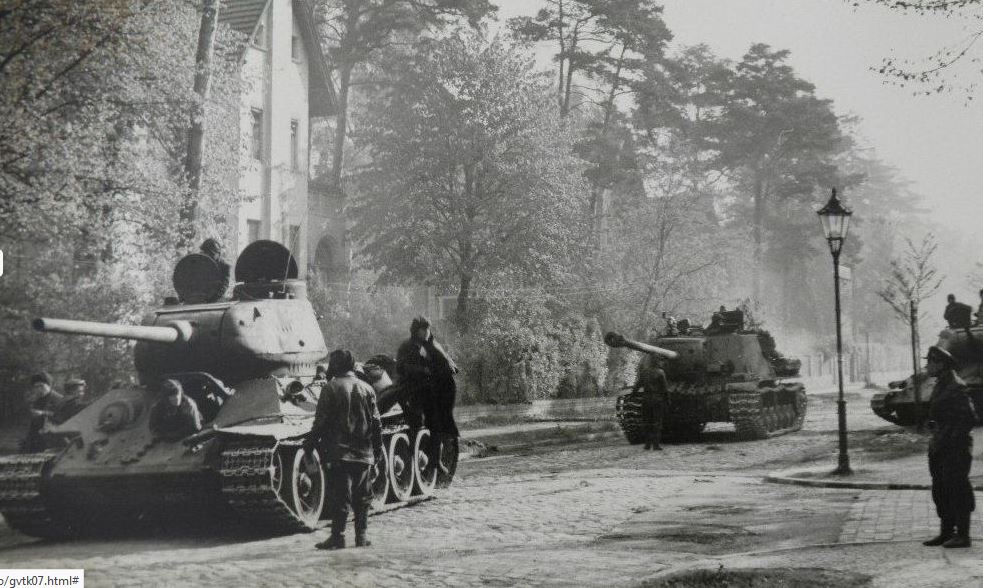
Mezzi corazzati sovietici (carri armati T-34/85 e un cannone semovente ISU-122) del 7º Corpo carri della Guardia in azione nella periferia meridionale di Berlino nel aprile 1945

I carri armati negli anni dal 1940 al 1945 ebbero un'evoluzione che rimase ineguagliata per qualsiasi altro periodo. Mentre all'inizio della seconda guerra mondiale avevano già assunto la morfologia che hanno conservato nelle epoche successive, nel corso della guerra svilupparono una serie di caratteristiche che li trasformarono in un sistema d'arma praticamente insostituibile sui campi di battaglia moderni. I motori rimasero alimentati a benzina, con due eccezioni rilevanti, ma comunque divergenti quanto mai. I carri italiani M13/40 e M14/41 avevano un motore Diesel di 125 CV il M13/40 e 145 CV il M14/41, valori di potenza insufficienti se confrontati con quelli di altri carri dell'epoca (i Panzer III avevano motori con potenza circa doppia). Gli altri carri con motore Diesel furono i carri armati sovietici, in particolare il T-34 aveva un motore da 500 CV e il KV-1 un motore da 550 CV. La presenza di un motore che richiedeva un regime di rotazione più basso di quello di un motore a benzina e un combustibile molto meno infiammabile della benzina fu sfruttata con molta sagacia da parte dei progettisti sovietici per produrre carri che, all'atto della loro uscita, erano una generazione avanti a tutti gli altri. Negli Stati Uniti vigeva il principio del "solo benzina", quindi furono costruiti solo 8.000 M4A2 Sherman, non utilizzati dall'Esercito statunitense.
Le corazzature erano completamente saldate, essendo ormai evidenti gli svantaggi presentati dalle soluzioni chiodate o imbullonate. Restavano imbullonate, in alcuni casi, le protezioni aggiuntive per carri di produzione ormai obsoleta (per esempio i Panzer IV Ausf. G e H). L'armamento principale per i carri medi era standardizzato su calibri attorno ai 75 mm, mentre i carri pesanti erano armati con cannoni da 90 mm, con l'eccezione dei carri della serie IS riarmati con cannoni da 122 mm. Le sospensioni alla fine della guerra erano prevalentemente a barre di torsione e, sia tedeschi sia sovietici, avevano adottato il modello Christie a grandi ruote portanti. I carri leggeri ormai tatticamente erano usati solo per l'esplorazione (esercito statunitense), mentre erano stati sostituiti dalle autoblindo negli eserciti britannico e tedesco. I carri medi praticamente stavano svolgendo tutti i compiti tattici richiesti ad un carro armato, mentre i carri pesanti, che nel corso della guerra erano stati rivisti in modo che avessero una mobilità analoga a quella degli altri veicoli cingolati, stavano confluendo con i carri medi nel carro armato da combattimento.

### Sviluppi successivi al secondo dopoguerra
I carri costruiti dopo la seconda guerra mondiale ebbero in comune diverse caratteristiche tecniche. Per i carri sovietici il treno di rotolamento fu dapprima a ruote di grande diametro con sospensioni Christie, in seguito con barre di torsione indipendenti: per i carri occidentali si affermarono le barre di torsione e ruote di piccolo diametro con ruotini reggicingolo superiori. I calibri standard in ambito NATO diventarono il 105 mm e il 120 mm, mentre in ambito Patto di Varsavia il calibro standard è diventato il 125 mm. Dagli anni sessanta tutti i carri di nuova progettazione usano motori Diesel o motori policarburanti.
I principali sviluppi furono nel corso degli anni settanta l'utilizzo prima della corazza spaziata e successivamente della corazza reattiva per contrastare i proiettili a carica cava. Dalla corazza spaziata si è poi passati al blindaggio in compositi, formata da un'unione di strati di materiali differenti, come ad esempio acciaio o ceramica.
Quella indicata successivamente è una breve lista dei principali MBT realizzati fra la fine della seconda guerra mondiale ed il 1990, a fianco è indicata (fra parentesi) la nazione produttrice.
- Centurion e Chieftain (Regno Unito)
- la serie M47 - M48 - M60 (Stati Uniti)
- la serie Leopard 1 - Leopard 2 (Germania - Repubblica Federale)
- AMX-30 (Francia)
- Stridsvagn 103 (Svezia), certamente il carro con l'architettura più particolare dell'epoca
- Merkava (Israele), capacità di trasporto protetto per una squadra di fanteria
- T-54/55 (URSS)
- T-62 (URSS)
- T-72 (URSS)
- T-80 (URSS)

Accanto all'MBT conservò una sua nicchia di impiego il "carro leggero", sviluppato essenzialmente o perché avesse capacità anfibie (PT-76) o perché potesse essere trasportato per via aerea (FV101 Scorpion, M551 Sheridan).

### La guerra fredda

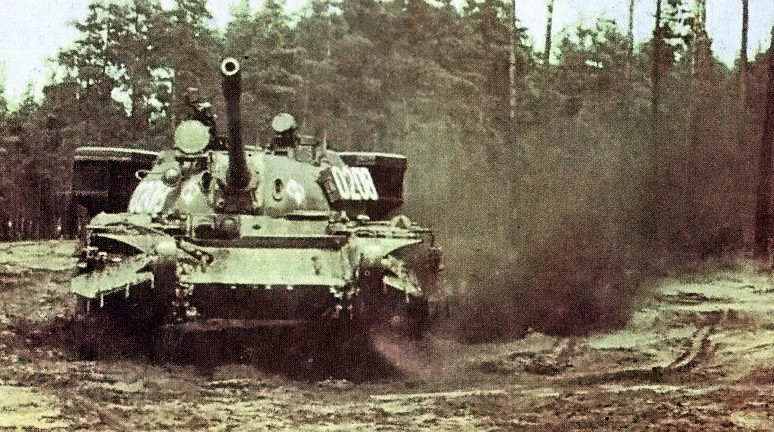
Un T-55A polacco

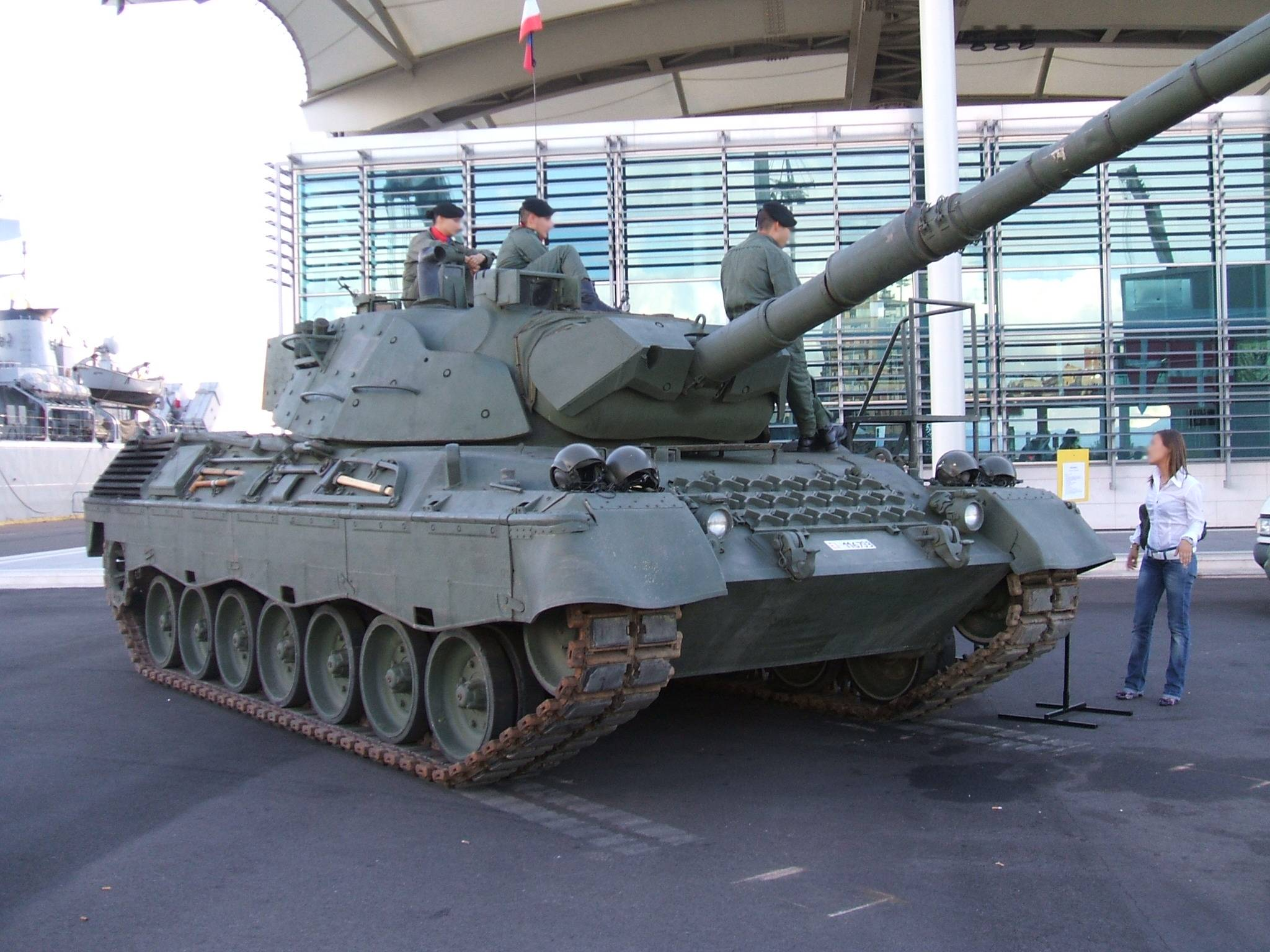
Leopard 1A5 italiano

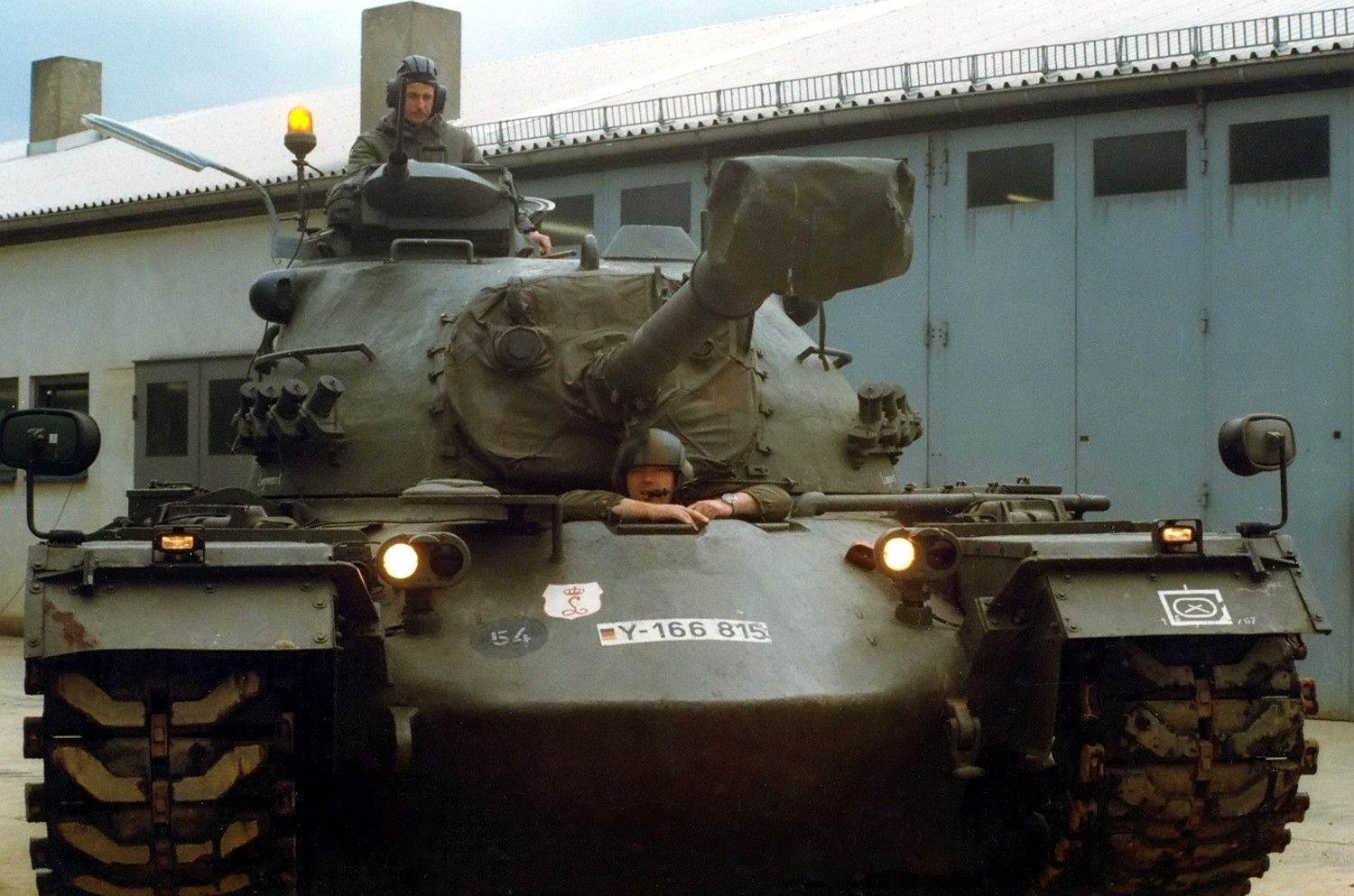
M48 A2C tedesco durante l'esercitazione REFORGER 1985

Dalle esperienze della seconda guerra mondiale risultò chiaro che i carri, per avere la massima efficacia, dovevano avere determinate caratteristiche, che potevano riassumersi nel fatto che potevano accettare il combattimento con un veicolo uguale con buone possibilità di sopravvivenza. In altri termini un carro armato doveva avere sufficiente mobilità per ingaggiarne un altro (e questo limitava il peso, dato che la potenza dei motori non era infinita) e, una volta ingaggiato, doveva avere una corazzatura sufficiente a resistere ai colpi di un cannone uguale a quello che portava. Questo nuovo tipo di carro armato da combattimento (MBT o Main Battle Tank nei paesi anglo-statunitensi) rappresentò il concetto sul quale si orientarono quasi tutti i carri dagli anni sessanta in poi. Dopo la seconda guerra mondiale scomparvero sia l'artiglieria controcarri sia i cacciacarri, dato che i compiti tipici di queste specialità erano assolti con maggiore efficacia dagli MBT, che non erano più veicoli specializzati, ma multiuso.
Per l'aspetto organico delle forze corazzate, praticamente tutte le nazioni della NATO adeguarono le loro divisioni alla divisione corazzata statunitense. In pratica la divisione corazzata NATO aveva due reggimenti di carri, un reggimento di fanteria ed un reggimento di artiglieria, il reggimento di fanteria era completamente meccanizzato ed il reggimento di artiglieria era su semoventi. Rispetto alla divisione corazzata statunitense (seconda guerra mondiale) questa inizialmente poteva considerarsi un'involuzione, dato che aveva un numero eccessivo di carri rispetto alla fanteria, tuttavia l'aumento del potere di fuoco e della capacità operativa della fanteria negli anni settanta e ottanta tesero a rendere equilibrata la composizione della grande unità. In ambito del Patto di Varsavia le divisioni, pur avendo quasi la stessa potenza di fuoco di quelle NATO, avevano una composizione sensibilmente più bassa, a causa del minor numero di personale amministrativo e di unità di servizi presente.
Per quanto riguarda le modalità di impiego delle forze corazzate, la dottrina NATO prevedeva come unità minima di impiego il plotone, mentre la dottrina sovietica prevedeva l'impiego dei carri per compagnia.

### Gli sviluppi contemporanei

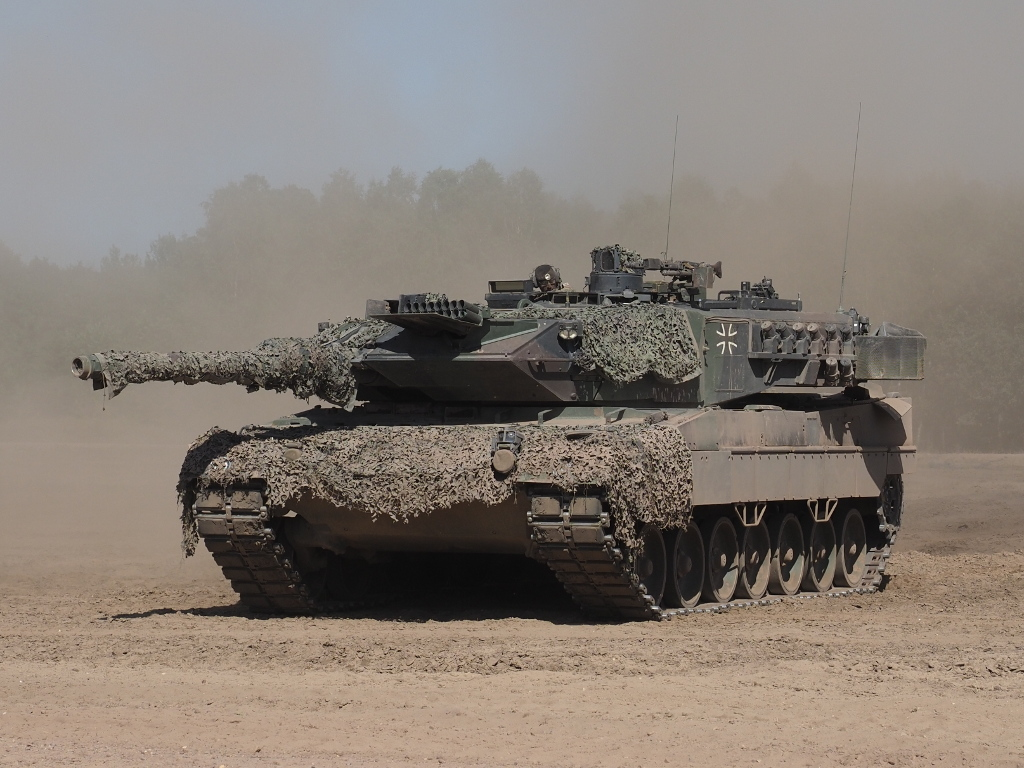
Un Leopard 2A5

Mentre fino al 1989, era possibile uno scontro in Europa fra potenze con forti componenti corazzate, con la caduta dell'URSS questo rischio è, al momento, scomparso. Gli scontri corazzati sono diventati o scontri fra potenze locali (guerre nella ex Jugoslavia) o scontri assolutamente impari (le due guerre del Golfo). Questo ha comportato un rallentamento dello sviluppo dei carri armati, praticamente portando a termine i progetti iniziati negli anni ottanta (o settanta come l'M1 Abrams). Gli unici veri MBT usciti dai tavoli dei progettisti tra il 1985 ed il 2005 sono stati il sopracitato M1 Abrams (Stati Uniti), il cui progetto era iniziato nei primi anni settanta, il Leopard 2, una versione migliorata del tedesco Leopard 1, il francese Leclerc e il russo T-90. In Italia, nell'ambito dello sviluppo di veicoli bellici nazionali, è stato sviluppato il carro Ariete.

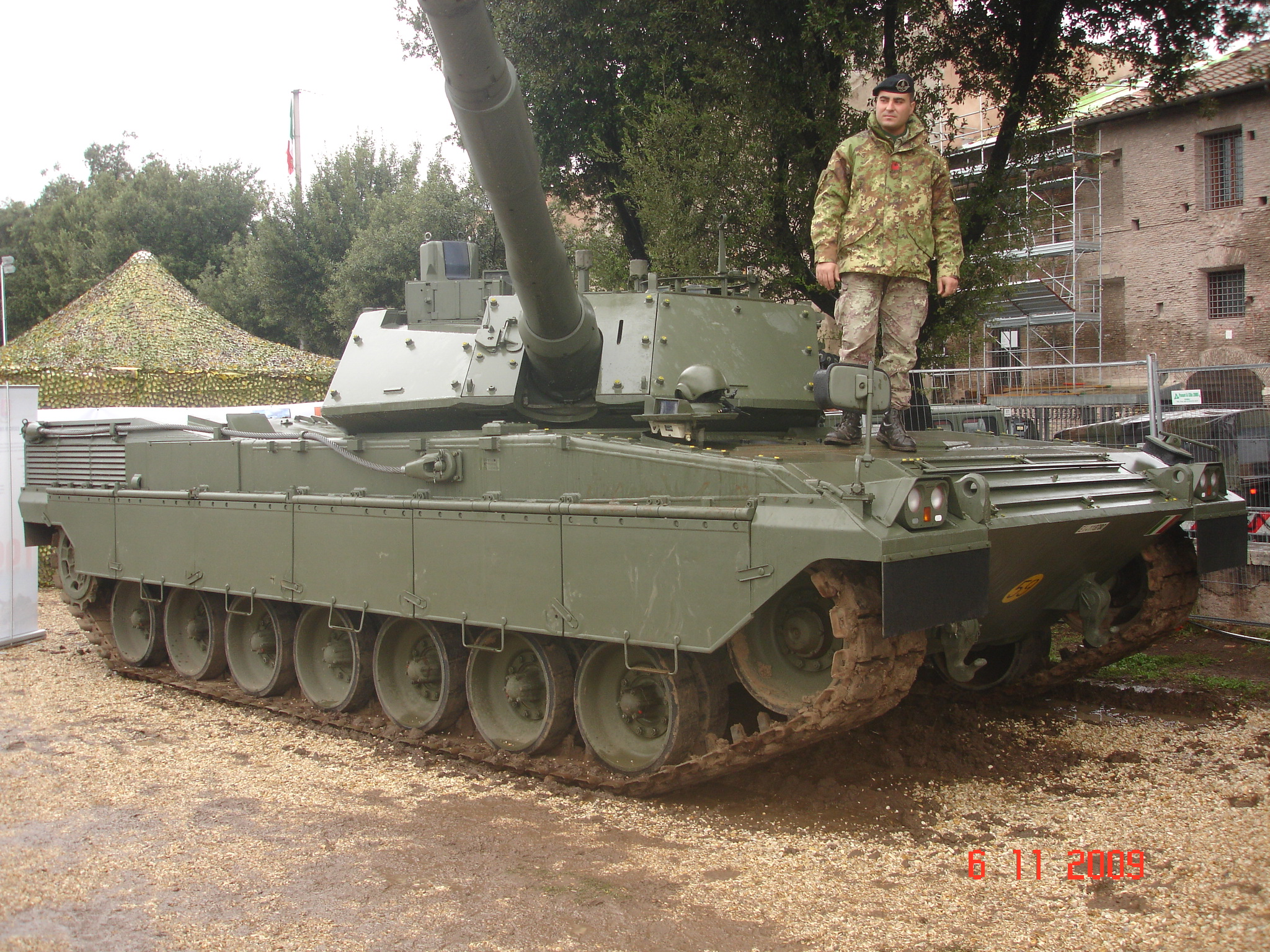
Un carro Ariete dell'esercito italiano in esposizione durante la Giornata dell'Unità Nazionale e delle Forze Armate

Nonostante questo, si possono individuare alcune linee di tendenza: il continuo miglioramento delle armi anticarro rende più difficile ideare corazze in grado di proteggere adeguatamente lo scafo dei carri: le corazze reattive, che sono la principale difesa contro i proiettili a carica cava, si dimostrano in grado di proteggere il mezzo solo parzialmente, deviano solo un colpo ma non i successivi e comportano rischi per eventuali unità di fanteria che si trovino vicino al mezzo.

## Caratteristiche

### Elementi principali
Le caratteristiche principali di un carro armato (che lo distinguono dagli altri veicoli da combattimento) sono:
- una corazzatura sufficiente a resistere al fuoco di armi pesanti;
- dei cingoli in grado di effettuare una trazione meccanica;
- presenza di un cannone da carro armato ed altro armamento offensivo (come mitragliatrici e lanciafiamme).

### L'ergonomia nella progettazione
Fin dalla sua origine il carro armato è stato un posto molto scomodo, perché le esigenze di comfort dell'equipaggio contrastano con le limitazioni di volume e di peso imposte dal fatto che il carro armato è un'arma, quindi deve avere un'efficienza bellica che non può scadere al di sotto di determinati valori. D'altra parte, proprio a causa del limitato spazio disponibile, nei carri armati è sempre stato necessario uno studio ergonomico approfondito del posizionamento degli apparati, affinché i compiti di un membro dell'equipaggio non interferissero fisicamente con quelli degli altri.
Nei carri armati della prima guerra mondiale gli equipaggi erano numerosi: sul britannico Mk I l'equipaggio era di 8 uomini, sul Mk IV 7 uomini e sull'A7V addirittura di 18 uomini. Considerato che la camera di combattimento misurava in pianta meno di 10 m², appare chiaro che lo spazio disponibile per ogni membro dell'equipaggio era molto limitato. Inoltre, specie nei Mk I, il sistema di evacuazione dei fumi del motore e delle armi di bordo era tutt'altro che efficiente e dovette essere riprogettato da zero nel Mk IV, anche se il problema non venne mai veramente risolto.
Nel corso del periodo fra le due guerre mondiali, il carro ebbe un'evoluzione, che portò gli equipaggi a 4-5 uomini, se si eccettuano le Vickers tankette e i mostri con torrette multiple (T-35). In realtà, la situazione del comfort degli equipaggi non ebbe sensibili passi avanti, tanto che in genere tutte le salmerie venivano trasportate fuori dal carro, anche con gravi rischi nel caso dei bidoni di benzina tenuti subito fuori dalla torretta (col rischio di far esplodere le munizioni) o direttamente sopra al motore (col rischio di venire a contatto con i materiali surriscaldati entro lo stesso). Gli equipaggi restavano comunque in condizioni estremamente scomode sia nello scafo sia entro la torretta. In uno Sturmgeschütz III Ausf. G esposto al museo di Parola (Finlandia) è stata asportata tutta la fiancata sinistra, per mostrare al pubblico come operava l'equipaggio in combattimento, dalla foto si vede chiaramente che praticamente lo spazio disponibile per capocarro e puntatore era talmente scarso, da costringere le ginocchia del capocarro sopra allo sgabello del puntatore (quindi, una posizione di scomodità estrema). Né, da quanto viene raccontato da reduci che abbiano operato nei carri armati, la situazione era molto diversa in altri veicoli corazzati.
Un problema molto rilevante nei carri armati era la sicurezza, e sotto questo aspetto brillarono negativamente le prime serie degli Sherman, in cui i portelli sia del guidatore sia del radiofonista erano estremamente scomodi per un'uscita veloce, tanto che fu necessaria una riprogettazione di tutta la parte anteriore dello scafo per evitare che i due membri dell'equipaggio che non erano in torretta rimanessero intrappolati nel caso (non improbabile) di incendio del mezzo. Sotto questo aspetto i carri tedeschi erano maggiormente favoriti, avendo non solo portelli più ampi, ma anche (nei modelli Panzer III e IV) uscite di emergenza per l'equipaggio ai lati della torretta.
Nonostante queste condizioni non esattamente ottimali, gli equipaggi dei carri armati erano spesso considerati dei privilegiati da parte delle truppe appiedate, anche se il rapporto fra perdite e numero di uomini nei reggimenti corazzati era confrontabile, se non superiore, a quello dei reggimenti di fanteria. Inoltre, dalle foto di veicoli corazzati dell'epoca si vede chiaramente che tutti i generi non strettamente necessari erano trasportati esternamente, caricati sullo scafo o sulla torretta, cosa che non sempre andava a vantaggio della rapidità di reazione in caso di attacco nemico.
Successivamente alla seconda guerra mondiale, anche se gli studi per il comfort dell'equipaggio sono proseguiti, specialmente nel campo occidentale, i carri armati hanno continuato ad essere piuttosto scomodi. Ancora negli anni '70 le esigenze dell'equipaggio erano considerate una priorità non troppo alta, tanto che anche alcuni centimetri di altezza potevano rappresentare un vantaggio nella progettazione. Solo con l'ultima generazione di carri armati da combattimento sono state ampliate le torrette presupponendo una permanenza nel mezzo a portelli chiusi per periodi prolungati, considerando anche la possibilità di dover operare in ambiente contaminato da attacchi nucleari, chimici o batteriologici per periodi relativamente lunghi.

## La dottrina bellica d'impiego
Appena finita la prima guerra mondiale i vinti erano distrutti, e i vincitori erano esausti sia dal punto di vista morale sia dal punto di vista finanziario. Per questo nei mesi immediatamente successivi alla guerra gli enormi eserciti che avevano combattuto furono smobilitati e le spese per gli armamenti furono drasticamente diminuite. Lo sviluppo tecnico e dottrinale del carro armato, dunque, risentì di queste decisioni.
In particolare questi studi furono portati avanti dal colonnello John F.C. Fuller e dal capitano Basil Liddell Hart nel Regno Unito, dai colonnelli Jean Baptiste Eugène Estienne e Charles de Gaulle in Francia e dal generale John Pershing e dall'ingegner Christie negli Stati Uniti.
Tutto questo fervore intellettuale, che pure portò ad uno sviluppo teorico dell'impiego dei carri estremamente avanzato, non ebbe praticamente riscontri nella dottrina militare degli stati maggiori britannico e francese, che considerarono sempre il carro armato come un'arma di supporto della fanteria o della cavalleria, mentre negli Stati Uniti gli studi sui carri praticamente si arrestarono fino al 1936, a parte alcuni progetti sviluppati come iniziativa privata da Christie, che sviluppò il moderno sistema di sospensioni dei cingoli a ruote di grande diametro, adottato soprattutto dai sovietici nei carri BT e dai britannici dalla seconda guerra mondiale in poi.
In Italia la dottrina di impiego dei carri armati (e, quindi, il relativo sviluppo) fu condizionata dalle particolarità geografiche della penisola, in particolare il terreno montuoso (su cui si erano svolte la maggior parte delle battaglie della prima guerra mondiale) spinse allo sviluppo di carri leggeri, tanto che il primo carro medio valido comparve solo dopo l'inizio della seconda guerra mondiale.

### La dottrina di impiego degli stati maggiori
Il carro armato, nella concezione degli stati maggiori precedente alla seconda guerra mondiale, era uno strumento di appoggio per le armi di fanteria e di cavalleria: quindi non si riteneva necessaria per i carri una mobilità tattica e strategica superiore a queste. In particolare il pensiero militare di allora divideva i carri in "carri pesanti", da fanteria, e "carri incrociatori" o carri veloci, da cavalleria. Questa distinzione, che rifletteva una fondamentale mancanza di comprensione, era particolarmente forte negli ambienti militari francesi ed inglesi. Inoltre — ulteriore grave errore strategico — i carri erano inquadrati in battaglioni entro le divisioni di fanteria e/o cavalleria, quindi era il comandante di quelle unità che decideva quando e come usarli.
Il carro pesante era progettato per combattere la fanteria nemica, era pesantemente corazzato, lento ed armato con mitragliatrici e cannoni di piccolo calibro. A fianco della cavalleria e dei carri pesanti dovevano operare i carri incrociatori, inquadrati in reggimenti dipendenti dai corpi di armata, con funzioni esploranti e di sfruttamento del successo: questi erano molto più veloci, ma carenti sia nella protezione sia nell'armamento.
Tra la fine degli anni '20 e l'inizio degli anni '30, riprendendo un concetto che aveva avuto grande successo in Francia negli ultimi mesi della prima guerra mondiale e che aveva portato alla nascita del Renault FT, si progettarono molti piccoli carri armati (come il Vickers da 6 tonnellate, Type A o B), commercializzati per l'esportazione. Questi carri si suddividevano in "carri mitragliatrice" (con 2-3 o più armi di piccolo calibro) e "carri cannone" (con un pezzo in genere da 37-40mm, accompagnato o meno da 1-2 mitragliatrici); erano stati ideati per combattere in gruppi che si dovevano prestare reciproco soccorso. I carri cannone intervenivano contro gli altri carri, i carri mitragliatrici intervenivano contro la fanteria. Se costretti ad operare da soli questi carri, la cui corazzatura era in genere molto sottile, venivano sopraffatti facilmente, inoltre un "carro cannone" era quasi completamente incapace di impegnare efficientemente la fanteria, perché il cannone di cui era munito era di calibro troppo piccolo e privo di granate a frammentazione.
In conclusione, a metà degli anni trenta, i carri armati non erano in grado di impegnare veicoli simili in combattimento. Solo allora nel Regno Unito ci si rese conto dell'errore e si cominciò, troppo tardi, a costituire divisioni corazzate sperimentali per permettere ai carri di operare secondo le teorie di Fuller, pur continuando a mantenere a livello operativo la divisione tra carri "da fanteria" e carri "incrociatori". In Francia invece si preferì affidarsi alla Linea Maginot piuttosto che ad una difesa mobile, con conseguenze tragiche pochi anni dopo.

### Le teorie di impiego britanniche e lo sviluppo dei carri in Germania
Le teorie di Fuller si basavano sullo sviluppo della tattica di fanteria tedesca sviluppata nel corso della prima guerra mondiale dallo Stato Maggiore tedesco, che prevedeva un utilizzo della fanteria per creare sfondamenti locali, i quali dovevano essere sfruttati immediatamente, prima dell'arrivo in loco delle riserve.
Questa tattica aveva dimostrato la sua validità almeno in tre battaglie, condotte in condizioni molto diverse fra loro, ma sempre con questi principi bene in mente: Riga (1917), Caporetto (1917), Marna (1918). Questi canoni di impiego erano stati studiati da Fuller e Liddel Hart, che avevano proposto una tattica chiamata "del fiume in piena", basata su principi analoghi.
La comparsa del carro armato aveva spinto i due studiosi a spostare la loro attenzione sul nuovo mezzo, che si integrava perfettamente alla teoria già sviluppata, e avevano indicato le conseguenti modalità di impiego della nuova arma, che potevano riassumersi nei seguenti precetti:
- i carri armati dovevano essere impiegati in massa, quindi dovevano essere inquadrati in divisioni omogenee costituite in prevalenza di soli carri armati (divisioni corazzate);
- dato che i carri dovevano operare in collaborazione con le altre armi (in particolare fanteria ed artiglieria) le aliquote di queste ultime integrate nella divisione corazzata dovevano avere la stessa mobilità dei carri;
- la funzione delle divisioni corazzate non doveva essere tattica, ma strategica.

Queste idee, divergendo da quelle degli stati maggiori, non ebbero fortuna né in Gran Bretagna e tanto meno in Francia, ma chi le assimilò e su queste basò lo sviluppo dell'arma corazzata fu la Germania.
Il trattato di Versailles aveva proibito alla Germania il possesso di carri armati, permettendole solo di tenere un numero limitato di autoblindo in funzione di ordine pubblico, tuttavia, sotto l'impulso del generale Hans von Seeckt, la Reichswehr cominciò a sviluppare all'estero quegli armamenti che erano proibiti dal trattato, quindi utilizzò la neonata URSS come partner per lo sviluppo dei suoi Panzer (questo era il nome tedesco dei carri armati, abbreviazione dell'ufficiale Panzerkampfwagen cioè "veicolo corazzato da combattimento"), che mise a disposizione dei tedeschi una scuola militare nei pressi di Kazan'.
In parallelo organizzò una serie di manovre campali, in cui i carri armati erano simulati con trattori civili, allo scopo di comprendere meglio l'uso sul campo dei nuovi mezzi. Poco dopo il pensionamento di Seekt la Repubblica di Weimar era finita con l'inizio del cancellierato di Adolf Hitler.
Inoltre istruttori tedeschi si trovarono in Bolivia a comandare il piccolo contingente di tankette e carri armati Vickers da sei tonnellate, durante la guerra del Chaco tra il 1932 e il 1935, traendone alcune importanti conclusioni:
1. il capocarro deve solo comandare il mezzo, e non caricare cannoni o gestire altri compiti,
2. la corazzatura deve resistere alle armi della fanteria, e deve essere formata da acciai speciali saldati o fusi in modo che non si stacchino schegge se viene colpita,
3. la tattica di fuoco migliore è quella in cui un carro si sposta da un riparo all'altro, facendo fuoco da fermo, con lo scafo protetto o nascosto,
4. i cingoli devono essere molto ampi (per ridurre la pressione al suolo, quindi permettere al carro di muoversi su tutti i terreni) e piuttosto resistenti (per non scingolare vicino alle postazioni nemiche),
5. il carro leggero è poco utile, bisogna concentrarsi su un carro medio,
6. non ha senso utilizzare formazioni miste di carri mitragliatrice e carri cannone, il carro armato deve essere in grado di utilizzare entrambe le armi, dotate di ampio munizionamento
7. i carri armati vanno sempre utilizzati in massa.

Nel 1935 Hitler denunciò il trattato di Versailles, e da quel momento iniziò lo sviluppo vero e proprio dell'arma corazzata. Sotto la spinta del generale Heinz Guderian, teorico della nuova dottrina carrista tedesca nel suo libro Achtung Panzer!, fu iniziata la produzione di due tipi di carro leggero (armato di mitragliatrice), e di due tipi di carro medio (armato di obice). Particolarmente interessanti erano i due carri medi (Panzer III e Panzer IV), che univano una buona mobilità ed una sufficiente corazzatura ad un armamento che, pur risentendo ancora delle concezioni del carro come supporto della fanteria, aveva notevoli potenzialità per uno sviluppo futuro.
Altre esperienze, dopo quelle del Chaco, furono fatte da ufficiali e soldati tedeschi intervenuti nella guerra civile spagnola. L'impostazione data dal conflitto del Chaco fu confermata, anche se la Germania in quel momento produceva per lo più carri leggeri bisognava passare ai carri medi, poca importanza avevano quelli pesanti, mentre invece si iniziò a vedere con favore la possibilità di utilizzare i carri come arma anticarro d'eccellenza, armati con cannoni ad alta velocità.
Nell'ottobre 1935 furono costituite tre Panzerdivisionen (divisioni corazzate) e nel 1937 furono costruite cinque Leichtedivisionen (divisioni leggere), con un miglior rapporto fra carri e fanteria. Queste divisioni nel 1939 contro la Polonia e nel 1940 contro la Francia dimostrarono cosa potevano i carri nella Blitzkrieg, la celebre guerra lampo.
In particolare, analizzando la campagna di Francia (1940) si vede che la superiorità tedesca non era né nel numero né nella qualità dei carri (l'Armée era superiore come numero e qualità dei mezzi), ma nella migliore dottrina di impiego dei carri e nell'organico divisionale (forse la branca più trascurata dell'arte militare) che poneva il nuovo strumento nelle mani di ufficiali giovani e dotati di ampia discrezionalità, che potevano usare tali mezzi al meglio.

### Le teorie di impiego in Unione Sovietica

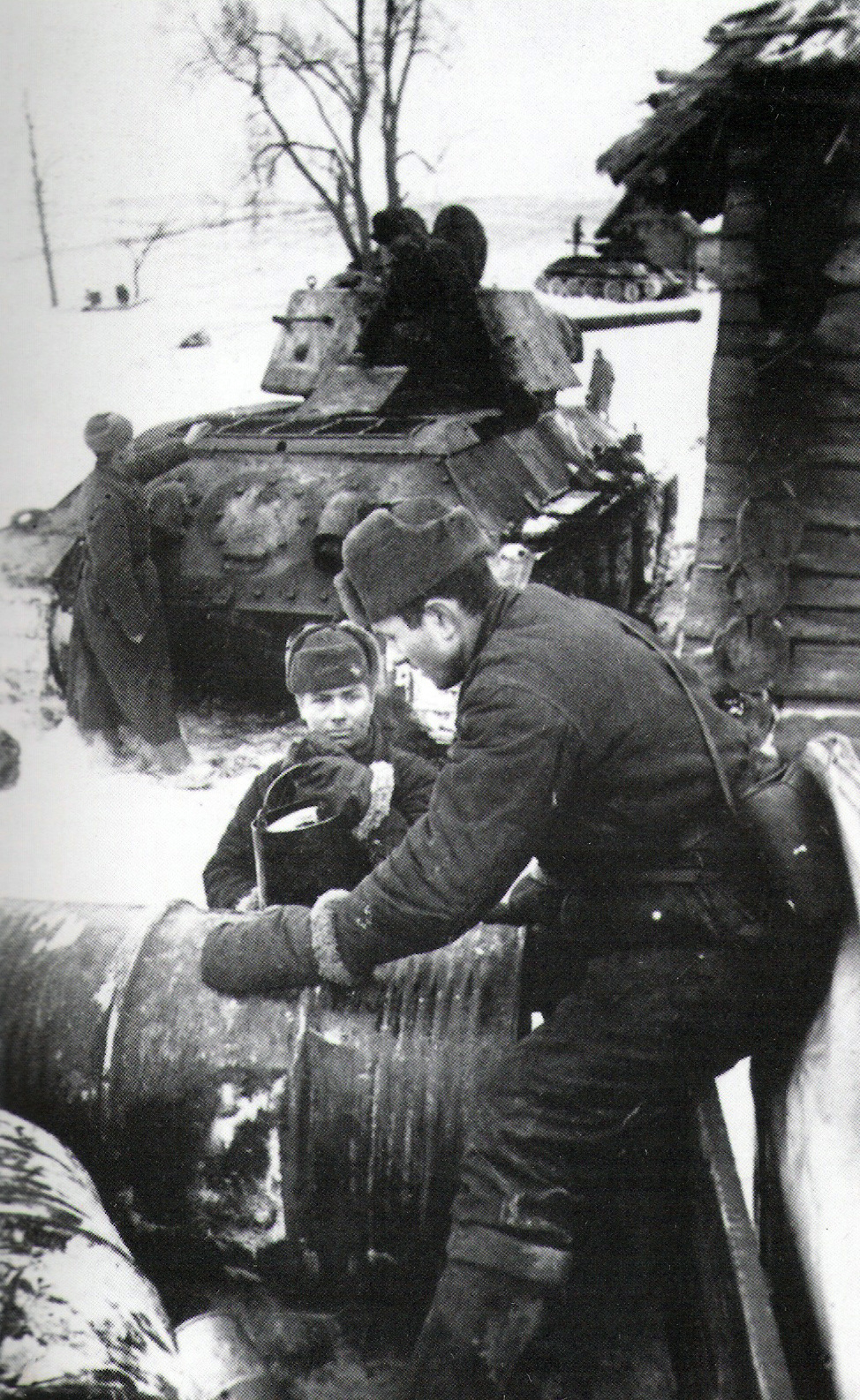
Carristi sovietici durante l'inverno 1942-1943

Le teorie di impiego in Unione Sovietica risentirono inizialmente delle concezioni correnti, tanto che i carri sovietici negli anni venti erano o estremamente leggeri o colossi con due o più torrette, praticamente incapaci di movimento.
Tuttavia il maresciallo Michail Nikolaevič Tuchačevskij, facendo tesoro della collaborazione con la Reichswehr, sviluppò le sue teorie di impiego dei carri armati basate su un concetto per i tempi rivoluzionario: la battaglia in profondità (che, negli anni ottanta, sarà la base teorica per l'Airland Battle 2000 negli Stati Uniti).
Considerando che il futuro delle battaglie stava nella penetrazione delle forze meccanizzate in profondità nel dispositivo nemico, dovevano essere costruite grandi unità interamente corazzate, il cui impiego doveva prevedere sostanzialmente operazioni di aggiramento del fronte (ovviamente Tuchačevskij aveva in mente gli ampi spazi pianeggianti della Russia: un'operazione del genere sarebbe stata molto più difficile nell'Europa Centrale). Questo comportava una collaborazione stretta fra forze corazzate ed aviazione tattica, sia in funzione di interdizione delle linee di rifornimento nemiche, sia in funzione di contrasto delle forze corazzate nemiche.
Nella concezione di Tuchacevskij i reparti corazzati dovevano avere sia reparti di fanteria che di carri, appoggiati da una massiccia quantità di artiglieria meccanizzata e carri-artiglieria. I carri dovevano essere di tipo medio ed era considerata fondamentale la mobilità, la possibilità di ingaggiare sia carri nemici sia (soprattutto) reparti di fanteria. Particolare importanza era data all'autonomia, all'affidabilità dei cingoli e dei sistemi di trasmissione, al treno di rotolamento affidabile anche in ambienti freddi, fangosi, sabbiosi o innevati. Accanto ai carri medi servivano carri pesanti pensati, a differenza dei carri pesanti in studio in Germania (mezzi esclusivamente anticarro) come carri dotati di una potente artiglieria d'appoggio. Tuchacevskij e i suoi collaboratori dibattevano poi se costruire o meno alcuni grandi carri pesanti da sfondamento, utilizzabili solo per rompere le linee nemiche e lasciati assieme alla fanteria, tra di loro l'idea venne accantonata, per essere poi riproposta dopo il 1937 con ingombranti veicoli pluritorretta. I carri armati oltre che contro le truppe corazzate e le trincee nemiche erano pensati come mezzi fondamentali per sorprendere ai fianchi i centri di comando, gli aeroporti, i punti di passaggio obbligati, le vie di comunicazione e i guadi, gli arsenali e le polveriere nemici, penetrando in profondità in maniera coordinata con una fanteria leggera (meccanizzata in teoria, ma negli esperimenti degli anni '20-'30 si continuò ad usare anche reparti montati a cavallo), paracadutisti (anche pensando di costruire alcuni aeroporti oltre le linee nemiche) e rifornimenti aerei.
Nel 1937 Tuchačevskij venne fucilato, per ordine di Iosif Stalin, insieme a quasi tutti i suoi collaboratori e tutti gli ufficiali che non provenivano dalla "cricca del volga" nelle grandi purghe. Comunque i progetti per i carri che aveva sviluppato (sfruttando, fra l'altro, le intuizioni meccaniche di Christie, fondamentali per mobilità e velocità) continuarono il loro sviluppo. Nel 1941 l'URSS aveva a disposizione i carri sviluppati sulla base delle teorie di impiego di Tuchačevskij: il carro pesante KV-1 e il carro medio T-34. Inoltre le teorie sovietiche insistevano molto sul grosso calibro dei cannoni dei carri, con pezzi notevolmente più potenti (almeno nel ruolo d'appoggio d'artiglieria) di quelli tedeschi, francesi e britannici.
Alla vigilia della guerra l'URSS era dotata dei migliori e più affidabili carri armati del mondo. Questi però erano stati impoveriti dopo le purghe poiché non compresi a pieno; per esempio era stata rimossa la radio dai T-34, prevista nel primo progetto, ed erano state abolite le divisioni corazzate (sostituite con le brigate), inoltre mancavano i buoni ufficiali carristi, anche perché molti veterani della guerra di Spagna erano stati eliminati nelle purghe che si susseguivano nei tardi anni '30. Il carro armato fu legato alla fanteria, utilizzato come una forza d'artiglieria d'appoggio mobile, ruolo che (pur previsto anche dai riformatori sovietici degli anni '20-'30, a differenza dei loro omologhi tedeschi) era enormemente limitativo per le capacità di mobilità e di combattimento anticarro dei T-34.

### Caratteristiche generali dei carri armati fra le due guerre mondiali
All'inizio della seconda guerra mondiale i carri armati si erano evoluti in una forma che ormai presentava le linee essenziali dei carri armati moderni (anche se, ovviamente, con caratteristiche nettamente inferiori). I carri che iniziarono la guerra erano ormai con cingoli tenuti da carrelli di due ruote e con sospensioni a balestre, alcune nazioni (URSS, Polonia, Cecoslovacchia e, per la cavalleria, il Regno Unito) avevano invece adottato le sospensioni Christie, che garantivano una maggiore velocità (i carri cecoslovacchi furono poi utilizzati dai tedeschi), mentre sui tavoli da disegno cominciavano a comparire le sospensioni a barre di torsione, soprattutto in Germania. Considerando le molte morfologie di carro che si stavano sviluppando (carri leggeri, medi e pesanti) non è facile dare linee generali valide per tutti i carri dell'epoca, comunque la propulsione in genere era assicurata da motori a benzina, eccettuato l'Impero giapponese che dal 1931, con il suo carro medio Type 89 Yi-Go, era passato alla motorizzazione diesel in quanto più sicura ed economicamente più conveniente (il fabbisogno di carburanti era soddisfatto in grande percentuale importandoli dall'estero – soprattutto dagli Stati Uniti e dalle Indie orientali olandesi). Pure l'URSS, negli anni trenta inoltrati, iniziò a introdurre propulsori alimentati a gasolio sui carri medi e pesanti. In genere la potenza motrice arrivava a un massimo di 500 hp e l'apparato era tradizionalmente sistemato nella vano posteriore del mezzo.
I carri armati erano quasi tutti forniti di una torretta brandeggiabile su un orizzonte completo mediante sistemi ad attivazione manuale o idraulica, la quale accoglieva l'armamento principale, che variava da mitragliatrici a obici di calibro anche elevato. Una certa diffusione conobbero i corazzati a due o più torrette, una categoria che conobbe il maggiore sviluppo in Unione Sovietica con l'impressionante ma goffo T-35; in generale, comunque, questo tipo di mezzi fu ben presto rimosso dal servizio attivo dopo le prime, deludenti prove in azione o addirittura rimase allo stadio prototipico in alcuni paesi. Altri mezzi particolari, e dimostratisi nel complesso progetti non del tutto validi in battaglia, furono il Char B1 francese e l'italiano M11/39, che presentavano le artiglierie di bordo nello scafo anziché in torretta, con ovvi problemi di puntamento e impiego.
La corazzatura, i cui processi costruttivi erano stati mutuati dalla cantieristica pesante e dall'industria navale, rimase a lungo composta da lastre di spessore non elevato tenute assieme da rivetti su un telaio prefabbricato; nel corso degli anni trenta, comunque, furono sperimentate e adottate altre soluzioni quali la saldatura, che consentivano di risparmiare sul peso, implementare corazzature più spesse e ottenere una resistenza nel complesso migliore. Con tale tecnologia, inoltre, venivano a ridursi i pericoli per l'equipaggio di essere investito dai rivetti, strappati dall'energia cinetica di una granata (che poteva anche non penetrare) e scagliati nella camera di combattimento.